# Espaço de Hausdorff
Um espaço de Hausdorff (ou espaço separado) é um espaço topológico no qual quaisquer dois pontos distintos têm vizinhanças disjuntas. Esta propriedade era uma dos axiomas da definição original de espaço topológico dada por Felix Hausdorff.

Os pontos x e y, separados por suas respectivas vizinhanças U e V.

## Exemplos
- Qualquer espaço métrico é de Hausdorff;
- Qualquer espaço grosseiro com mais de um elemento não é de Hausdorff;
- O espaço {\displaystyle X=\{0,1,2\}} com a topologia {\displaystyle \tau =\{\emptyset ,\{0\},\{2\},\{0,2\},X\}} não é separado: os pontos {\displaystyle 0} e {\displaystyle 2}  podem ser separados um do outro mas não do ponto {\displaystyle 1} .

## Propriedades
- Num espaço de Hausdorff, o limite de uma sucessão, quando existe, é único;
- Um subconjunto compacto de um espaço de Hausdorff é fechado;
- Um espaço X é de Hausdorff se e só se a diagonal Δ = {(x,x) | x ∈ X} de X × X é fechada na topologia produto;
- Qualquer espaço de Hausdorff é T1;
- Um subconjunto de um espaço de Hausdorff é de Hausdorff;
- Um produto de espaços de Hausdorff é de Hausdorff;
- Se o espaço X tem um número finito de elementos então o espaço é Hausdorff se, e somente se, a topologia é discreta.

## Relação com outros axiomas de separação
- Uma condição mais fraca que Hausdorff é a de um Espaço T1: {\displaystyle \forall x,y,x\neq y,\exists A,B,x\in A,y\notin A,x\notin B,y\in B\,}
- Uma condição mais forte que Hausdorff é ser um espaço de Urysohn ou Espaço T2½, em que dois pontos distintos x e y podem ser separados por vizinhanças fechadas distintas.